# Micheline Centlivres-Demont
Micheline Centlivres-Demont est une ethnologue suisse d'origine vaudoise, spécialiste de l'Afghanistan et de l'Iran.

## Biographie

### Formation
Micheline Centlivres-Demont effectue sa scolarité à l'école supérieure et au gymnase de Villamont, Lausanne. Elle obtient une licence en sciences politiques à l'Université de Lausanne.
Elle soutient en 1971 une thèse en ethnologie à l’université de Neuchâtel  sur Une communauté de potiers en Iran : Le Centre de Meybod, Yazd.

### Parcours
En 1961, grâce à une bourse d’études, Micheline Centlivres-Demont étudie le persan à l'Université de Téhéran, avant de s'installer dans l’oasis de Meybod (Yazd) où elle étudie une communauté de potiers pour son doctorat,.
À l'occasion d'un séjour en Afghanistan, elle rencontre à Kaboul Pierre Centlivres un compatriote d’origine vaudoise, également ethnologue et à ce moment conseiller au Musée national afghan. Ils effectuent ensemble plusieurs séjours dans la ville de Tâshqurghân (Khulm), suivis de longs séjours entre 1968 et 1972 en Afghanistan, au Pakistan et en Iran,.
Elle épouse Pierre Centlivres en octobre 1968 à Köniz, près de Berne.
Dans les années 1970, le couple d'ethnologues effectue des recherches sur les relations interethniques et les formes d’organisation sociale dans le Nord de l'Afghanistan, recherches financées par le Fonds national suisse de la recherche scientifique (FNRS).
Micheline Centlivres-Demont mène également des recherches en Inde (1976, 1978), en Turquie (1982) et en Suisse (1987-1991).
Dans les années 1980 et 1990, elle fait avec Pierre Centlivres de nombreux séjours de recherches parmi les réfugiés afghans au Pakistan.
Elle cofonde et dirige depuis 1980 Afghanistan Info, un bulletin trilingue (français, allemand, anglais) d'analyse et d'informations sur l'Afghanistan.
En 1987, elle devient présidente du Club neuchâtelois d'aviation. C'est la première fois qu'une femme préside une section de l'Aéro-club de Suisse. Elle est reconduite à ce poste en 1988.,

## Travaux
Micheline Centlivres-Demont publie, seule ou avec Pierre, de nombreux articles et ouvrages sur l’Afghanistan. Ensemble, ils sont les auteurs, entre autres titres, de Revoir Kaboul, qui raconte leur différents séjours en Afghanistan et parmi les réfugiés afghans au Pakistan. Dans Portraits d’Afghanistan, ils publient certaines de leurs photographies de terrain.
D'autre part, au cours de leurs séjours dans les pays musulmans, ils ont réuni une importante collection d'images populaires religieuses et politiques,, qui a fait l'objet de plusieurs publications, en particulier Imageries populaires en Islam, ainsi que de plusieurs expositions.
Dans le cadre du Programme national de recherches (PNR) sur l'identité nationale, Micheline Centlivres-Demont a participé à des recherches, dirigées par Pierre Centlivres, sur la naturalisation des étrangers en Suisse . Ces travaux ont abouti à la modification de la loi sur l'acquisition de la nationalité suisse,.

## Prix
Pierre Centlivres et Micheline Centlivres-Demont sont les lauréats du prix littéraire de l'Asie décerné par l'Association des écrivains de langue française (ADELF) en 2007 pour leur ouvrage Revoir Kaboul,.

## Donations
Micheline Centlivres-Demont et Pierre Centlivres font don en 2007 à la Bibliothèque cantonale et universitaire de Lausanne de leur bibliothèque d'ethnologie et d'anthropologie, qui comprend également des ouvrages sur l'Asie centrale et le monde musulman, ainsi que de leur collection d'images populaires. Des documents de presse se rapportant à l'Afghanistan depuis 1980 font l'objet d'un fonds au Centre d'études asiatiques de l'Institut de hautes études internationales et du développement (Fonds Afghanistan P. et M. Centlivres). Leur fonds photographique est destiné au Musée de l'Élysée.

## Publications (seule et avec Pierre Centlivres)
- Micheline Centlivres-Demont, Une communauté de potiers en Iran : Le Centre de Meybod (Yazd), Faculté des lettres de l'Université de Neuchâtel, 1970, (thèse de doctorat), 129 p.
- Micheline Centlivres-Demont, Popular Art in Afghanistan: Paintings on Trucks, Mosques and Tea-Houses, Graz, 1976.
- Edmond Bernus, Micheline Centlivres-Demont, Le Nomadisme, in Encyclopedia Universalis, supplément no 9, Paris
- Pierre Centlivres, Micheline Centlivres-Demont, Et si on parlait de l'Afghanistan ?, In: Actes de la recherche en sciences sociales. Vol. 34, septembre 1980, pp.2-16, DOI : 10.3406/arss.1980.2088
- Pierre Centlivres et Micheline Centlivres-Demont, Et si on parlait de l’Afghanistan : Terrains et Textes 1964-1980, Neuchâtel, Ed. de l’Institut d’ethnologie; Paris, Ed. de la Maison des sciences de l’homme, 1988, 314 p.
- Devenir Suisse, Georg, Genève, 1990. textes réunis par Pierre Centlivres, Micheline Centlivres-Demont, Nadja Maillard et Laurence Ossipow. Une seconde nature : Pluralisme, Naturalisation et Identité en Suisse romande et au Tessin. Lausanne: L'Âge d'homme, 1991.
- Pierre Centlivres, Micheline Centlivres-Demont, Imageries populaires en Islam. Genève, Georg. 1997.
- Pierre Centlivres, Micheline Centlivres-Demont, Une présence absente : Symboles et Images populaires du prophète Mahomet, in Derrière les images, Neuchâtel, Musée d'Ethnographie, 1998, p. 139-170, 1998.
- Pierre Centlivres, Micheline Centlivres-Demont, État, Islam et Tribus face aux organisations internationales. Le Cas de l'Afghanistan, 1978-1998. In: Annales. Histoire, Sciences sociales. 54e année, N. 4, 1999. pp. 945–965, DOI : 10.3406/ahess.1999.279790
- Pierre Centlivres, Micheline Centlivres-Demont, Portraits d'Afghanistan, Paris, éd. Adam Biro, 2002.
- Pierre Centlivres, Micheline Centlivres-Demont, Portraits d’Afghanistan, ethnographiques.org, Numéro 3 – avril 2003
- Pierre Centlivres and Micheline Centlivres-Demont, Une étrange rencontre. La Photographie orientaliste de Lehnert et Landrock et l'image iranienne du prophète Mahomet, Études photographiques (no 17, novembre 2005)
- Pierre Centlivres et Micheline Centlivres-Demont, Revoir Kaboul : Chemins d’été, Chemins d’hiver entre l’Oxus et l’Indus: 1972-2005, éd. Zoé, Carouge/Genève, 2007.
- Pierre Centlivres and Micheline Centlivres-Demont, Afghanistan on the Threshold of the 21st Century: Three Essays on Culture and Society, éd. Markus Wiener Publishers
- Afghanistan: Identity, Society and Politics Since 1980, edited by Micheline Centlivres-Demont, éd. I.B. Tauris, London, 2015